# Atopsyche bicolorata
Atopsyche bicolorata is een schietmot uit de familie Hydrobiosidae. De soort komt voor in het Neotropisch gebied.